# حفل افتتاح الألعاب البارالمبية الصيفية 2012
أقيم حفل افتتاح دورة الألعاب البارالمبية الصيفية 2012 في 29 أغسطس 2012، بدءًا من الساعة 20:30 بتوقيت جرينتش، وكان بمثابة الافتتاح الرسمي للألعاب البارالمبية الصيفية 2012 في لندن، إنجلترا. كان العرض - الذي أطلق عليه اسم "التنوير" Enlightenment - يتكون من جيني سيلي وبرادلي هيمينجز كمديرين فنيين، وقادوا فريقًا يضم جون بوسور كمصمم للديكور وموريتز جونج كمصمم للأزياء. افتتحت الملكة إليزابيث الثانية الألعاب رسميًا. أقيم الحفل في الملعب الأوليمبي في لندن أمام جمهور يتكون من 80 ألف شخص.

## الإنتاج
بعض طلاب المدارس المحلية الذين يشكلون جزءًا من شبكة "جيت سيت" "get set" كانوا ضمن فريق التمثيل تحت سن 16 عامًا. وتشمل هذه المدارس مدرسة ميلفيلدز المجتمعية في هاكني، ومدرسة إيستليا المجتمعية في نيوهام، ومدرسة ترينيتي في باركينج وداجنهام. أُجريت 110 أيام من التدريبات في داجنهام. تضمن الحفل طاقمًا تطوعيًا من البالغين يضم أكثر من 3000 شخص، بالإضافة إلى أكثر من 100 طفل وأكثر من 100 مؤدي محترف. من بين المؤدين المحترفين كان هناك 73 مؤديًا من الصم وذوي الإعاقة، ومن بين المتطوعين كان هناك 68 شخصًا من ذوي الإعاقة. في الفترة التي سبقت حفل الافتتاح، أُقيم برنامج تدريب على مهارات السيرك لمدة ثمانية أسابيع في "ذا سيركس سبيس" The Circus Space في هوكستون، لندن، وأداره 50 مؤديًا متخصصًا. شارك في البرنامج فنانون محترفون والعديد من الأشخاص الجدد على الساحة الفنية، مثل الجنود الذين يخضعون لإعادة التأهيل والرياضيين المعاقين غير المشاركين في المنافسات. مُوِّل البرنامج من قبل مجلس الفنون في إنجلترا، وكان جزءًا من قسم التنوير، حيث أُدِّيَت العروض على منصة بارتفاع 35 مترًا فوق أرضية الملعب.
أشار ستيفن دالدري عند تعليقه على احتفالات لندن 2012 إلى أنه "إذا كان [حفل افتتاح الألعاب الأولمبية] لداني بويل يتعلق بثورتين وثقافة شعبية و[حفل اختتام الألعاب الأولمبية] لكيم جافين يتعلق بسيمفونية من الموسيقى البريطانية، فإن ما ستحصل عليه من جيني وبرادلي سيكون شيئًا مختلفًا تمامًا". كما ذكر دالدري أيضًا أن "عددًا استثنائيًا من المؤدين ذوي الإعاقة سيكونون ضمن الطاقم". قدمت سيلي ستيفن هوكينج باعتباره "أشهر شخص معاق على قيد الحياة" والذي سيروي "أروع رحلة"، مع التركيز على العلوم والثقافة في القرن الثامن عشر. وكما في حفل افتتاح الألعاب الأولمبية، كانت مسرحية "العاصفة" بارزةً بشكل كبير، وكانت شخصية ميراندا من المسرحية هي بطلة الحفل، حيث كانت بمثابة عيون الجمهور. قالت سيلي إن الشخصية "ترى الجميع لكنها لا تحكم. وهذا أمر أساسي لأخلاقنا الشخصية والسياسية"، وأضافت أنه "من الأساسي أن تنظر دون أن تحكم. الأمر يتعلق بإزالة تلك الحواجز السلوكية". قالت سيلي إنه من قبيل المصادفة البحتة أن تختار هي وهيمينجز سطرًا من نفس المسرحية التي استخدمها بويل في حفل افتتاح الألعاب الأوليمبية. "عندما اكتشفنا أن داني بويل كان سيشير إلى مسرحية العاصفة لشكسبير، انفجرنا في الضحك." قال هيمينج، عند مقارنة الألعاب بمصادم الهدرونات الكبير، إن مصادم الهدرونات الكبير "يغير تصورنا لمكاننا في الكون بنفس الطريقة التي تحول بها الألعاب البارالمبية تصورنا لما هو ممكن،" بينما قال سيباستيان كو إن الحفل سيكون "عرضًا رائعًا لمهارات وتميز الفنانين ذوي الإعاقة."
سيلي وهمينغ كانا مصممين على "تكريم المساهمات التي قدمها العلم لكل من الأصحاء وذوي الإعاقة على حد سواء." وقد تواصل الثنائي مع ستيفن هوكينغ في أواخر عام 2011، وكان هوكينج مصممًا على كتابة دوره بنفسه. حيث علق على دوره قائلاً: "استخدام هذا المسرح لإظهار للعالم أنه بغض النظر عن الاختلافات بين الأفراد، هناك شيء يجيده كل شخص، هو أمر مهم للغاية." عمل هيمينج وسيلي عن كثب مع هوكينج لتطوير سلسلة من الرسائل للاحتفال وقضيا بعض الوقت معه في كامبريدج؛ قال هيمينج إن هوكينج كان "مسرورًا بشكل لا يصدق لأنه أعطى وقته". قال سيلي أنه على الرغم من أن الحفل يضم هوكينج وإيان ماكيلين يرويان، "ما نحتاج جميعًا إلى تذكره: لا تنظر فقط إلى أسفل عند قدميك، انظر إلى النجوم، كن فضوليًا".

## المسؤولين والضيوف
وحضر البرنامج حفيد الملكة الأمير ويليام ودوقة كامبريدج، وديفيد كاميرون، ورئيس الوزراء، وزوجته سامانثا كاميرون، ورئيس بلدية لندن بوريس جونسون.
وشملت الشخصيات الأجنبية:
- الأمين العام للأمم المتحدة بان كي مون
- رئيس المفوضية الأوروبية دوراو باروسو
- نائب رئيس الولايات المتحدة جو بايدن
- رئيس الوزراء الفرنسي فرانسوا أولاند
- رئيس الوزراء الألماني يواخيم غاوك
- رئيس الوزراء الإيطالي جورجيو نابوليتانو
- رئيس الوزراء الروسي دميتري ميدفيديف
- أمير موناكو ألبير الثاني
- الحاكم الدستوري لدوقية لوكسمبورغ، هنري

## الإجراءات
قبل الحفل، وتحديدا في الساعة 20:12 بالتوقيت المحلي، أقيم عرض جوي لشركة "القدرة على الطيران" (Aerobility). Aerobility هي مؤسسة خيرية بريطانية تعمل على تدريب الأشخاص ذوي الإعاقة ليصبحوا طيارين.

## وصلات خارجية
- دليل إعلامي لحفل افتتاح الألعاب البارالمبية نسخة محفوظة 30 August 2012 على موقع واي باك مشين.
- متطوعو احتفالات لندن 2012 نسخة محفوظة 22 November 2018 على موقع واي باك مشين.